# Neaguites
Neaguites es un género de foraminífero bentónico de la subfamilia Neaguitinae, de la familia Miliolidae, de la superfamilia Milioloidea, del suborden Miliolina y del orden Miliolida. Su especie tipo es Spiroloculina byramensis. Su rango cronoestratigráfico abarca desde el Luteciense (Eoceno medio) hasta el Rupeliense (Oligoceno medio).

## Clasificación
Neaguites incluye a las siguientes especies:
- Neaguites byramensis †
- Neaguites decoratus †
- Neaguites imprimatus †
- Neaguites inusitatus †
- Neaguites lamposus †